# Espinho (Mangualde)
Espinho é uma freguesia do município de Mangualde, com 15,31 km² de área e 951 habitantes (censo de 2021). A sua densidade populacional é 62,1 hab./km².
Gandufe é a principal aldeia da freguesia de Espinho.

## Demografia
A população registada nos censos foi:
| Distribuição da População por Grupos Etários | Distribuição da População por Grupos Etários | Distribuição da População por Grupos Etários | Distribuição da População por Grupos Etários | Distribuição da População por Grupos Etários |
| -------------------------------------------- | -------------------------------------------- | -------------------------------------------- | -------------------------------------------- | -------------------------------------------- |
| Ano                                          | 0-14 Anos                                    | 15-24 Anos                                   | 25-64 Anos                                   | > 65 Anos                                    |
| 2001                                         | 202                                          | 208                                          | 575                                          | 241                                          |
| 2011                                         | 124                                          | 115                                          | 497                                          | 248                                          |
| 2021                                         | 90                                           | 87                                           | 468                                          | 306                                          |

## Património
- Igreja Paroquial de Espinho;
- Capela da Senhora do Carmo;
- Capela de Santo António;
- Capela de São Miguel;
- Capela de Santa Luiza.~
- Torre medieval de Gandufe

## Justificação do Brasão
- As seis estrelas representam as seis povoações que constituem a freguesia. A cor azul simboliza a sua riqueza em água;
- As espigas de milho e centeio representam a agricultura, que foi outrora a principal fonte de riqueza e sustento para os habitantes da freguesia;
- O cacho de uvas representa os vinhos produzidos na região (zona ainda englobada pela região demarcada do Dão), de qualidade reconhecida;
- O escudo ouro simboliza o sol.

## Aldeias da Freguesia
- Água Levada
- Gandufe
- Outeiro de Espinho
- Póvoa de Espinho
- Vila Nova de Espinho